# Catherine Correia
Catherine Josefina Correia Barrera (Caracas, Venezuela, 28 de enero de 1975) es una modelo y actriz de televisión venezolana, y además diseñadora de modas. Ha participado en diversas series de televisión y telenovelas de la cadena Radio Caracas Televisión.

## Biografía
Con apenas 9 años de edad, esta joven actriz inició su formación artística al incursionar en el fabuloso mundo del Teatro, cuando en 1984 formó parte del alumnado del instituto Lily Álvarez, escuela donde adquirió las primeras herramientas durante cinco años de su vida (hasta 1989).
El Libro de la Selva fue la primera obra de Teatro (1985) infantil en la cual participó como actriz principal, justo cuando cumplió un año de formación histriónica. 
Cuatro años después (1989), Catherine, en plena etapa de adolescencia, participó en tres obras consecutivas: Buster Reatón, Submarino Amarillo y Cuentos de Sábado. Luego, su oportunidad fue en la obra llamada Yerma, en 1992.
A los 19 años comenzó los estudios de Filosofía en la Universidad Católica Andrés Bello, aunque no los pudo seguir por sus diversos compromisos artísticos. 
En 1993, RCTV hizo un llamado a Catherine para que se destacara como anfitriona, junto a Juan Carlos Alarcón y Verónica Rasquin en el espacio infantil Club Disney.
Más tarde, Catherine decidió explotar su potencial como actriz de televisión al asumir el papel de Teresita en El desafío en 1996, telenovela escrita por Martín Hahn. Allí encarnó a una alocada, cariñosa y alegre muchacha de servicio de una prominente hacienda del interior del país. 
Luego asumió el papel de Aghata en el espacio dramático Entrega total, en la que representó a la contrafigura de la protagonista (Janín Barboza), en esta oportunidad, Catherine encarnó a una obsesiva mujer que fingía tener una mortal enfermedad para retener al galán a su lado.
En 1997, es prestada al elenco de la productora independiente Marte TV, esto, con el fin de interpretar en Llovizna a Salvaje Callao, una impetuosa y sensual joven del clan que siempre acompañaba a Marhuanta Sánchez (Caridad Canelón) y a Llovizna (Scarlet Ortiz), haciendo pareja con el actor Winston Vallenilla. Paralelo a su trabajo en esta producción, Catherine sorprendió a sus seguidores al romper con su imagen angelical para dar paso al modelaje
A finales del 97, regresa a las filas de RCTV para incorporarse a la telenovela Cambio de piel, en la cual encarnó a Ana Virginia Arismendi, una joven adinerada que había estudiado en el exterior y que, por diferencias de clases sociales, vio contrariado su amor por Marcos Martínez (José Gabriel Gonsalves).
Después regresó al Teatro con la obra musical juvenil Elohim, en la que volvió a trabajar con su compañero del Club Disney, Juan Carlos Alarcón. Allí empezó su relación sentimental con el fotógrafo y actor Hernán Mejías, con quien se casó y del que luego se separó. 
A mediados de 1998, asumió en Aunque me cueste la vida su gran reto actoral como Julia Larrazábal, la hermana de la protagonista y contrafigura de esta historia. Allí hizo todo lo posible por quitarle a Teresa (Roxana Díaz) el amor de Vicente (Carlos Montilla), pero por cuestiones de un hechizo, terminó enamorada de Pedro Armando (Winston Vallenilla). En esta telenovela volvió a trabajar bajo la pluma de quien le escribió su primer personaje para televisión: Martín Hahn. Gracias al papel de Julia fue nominada al Premio de La Casa del Artista como actriz joven del año en su edición del 99.
En 1999 es seleccionada para encabezar el elenco de la exitosa Carita pintada, telenovela que la hizo brillar al lado del actor Simón Pestana. Aquí encarnó a la graciosa Aurora Pabuena, papel por el cual tuvo que lucir unas largas extensiones como cabellera, y donde mostró desnudos artísticos en el mar (para el primer capítulo).
Más tarde, Catherine tuvo la oportunidad de protagonizar la fresca y divertida telenovela Viva la Pepa en 2000, en la cual compartió el rol estelar con Juan Carlos Alarcón, Juan Pablo Raba, Lilibeth Morillo y Julie Restifo. En esa producción, Catherine interpretó a Pepita Lunar.
Catherine Correia protagoniza la telenovela La Cuaima, compartiendo el rol estelar con Jonathan Montenegro. En este historia le da vida a Carmencita Meléndez, una joven aguda y brillante en los estudios, pero melancólica y apocada en su vida personal. Dueña de un rostro y un espíritu hermoso, pero ajena a la sensualidad. Esta sería última novela en la que estaría. Fue durante un tiempo imagen oficial de Tiendas GINA.
Actualmente se dedica a la industria del diseño de modas, y se encuentra retirada de la actuación desde 2004, hasta la fecha no siente la necesidad de regresar a este género.

## Telenovelas
| Año       | Telenovela               | Papel                                  | Rol               | Cadena           |
| --------- | ------------------------ | -------------------------------------- | ----------------- | ---------------- |
| 2003-2004 | La Cuaima                | Carmen "Carmencita" Meléndez           | Protagonista      | RCTV             |
| 2000-2001 | Viva la Pepa             | Josefina Lunar "Pepita"                | Protagonista      | RCTV             |
| 1999-2000 | Carita pintada           | Aurora Pabuena / Aurora Vargas Cáceres | Protagonista      | RCTV             |
| 1998-1999 | Aunque me cueste la vida | Julia Larrazábal                       | Villana           | RCTV             |
| 1997-1998 | Cambio de piel           | Ana Virginia Arismendi                 |                   | RCTV             |
| 1997-1998 | Llovizna                 | Salvaje Callao                         |                   | Marte TV \| RCTV |
| 1995      | El desafío               | Teresita                               | Actuación estelar | RCTV             |
| 1995      | Entrega total            | Agatha                                 | Villana           | RCTV             |